# 中村かおり (バレーボール)
中村 かおり（なかむら かおり、1985年3月26日 - ）は、日本の元女子バレーボール選手。

## 来歴
山口県山口市出身。中村女子高校を経て、大阪国際大学に進学。
2007年、秋田わか杉国体の強化チームである、こまちレオニーノに入団。2007年10月国体終了後、日立佐和リヴァーレに移籍。
2009/10シーズンのVチャレンジリーグ優勝に大きく貢献し、自らもサーブレシーブ賞を獲得した。2011年5月、退社。
2011/12シーズンはクロアチアリーグのHAOKムラドストでプレーし、2012年よりせとうちPRIORに入団。
2014年6月、Vプレミアリーグのトヨタ車体クインシーズに移籍した。
2015年6月1日、トヨタ車体は中村の退団を発表した。

## 所属チーム
- 中村女子高等学校
- 大阪国際大学
- こまちレオニーノ（2007年）
- 日立佐和リヴァーレ（2007-2011年）
- HAOKムラドスト（クロアチア語版）（2011-2012年）
- せとうちPRIOR（2012-?）
- トヨタ車体クインシーズ（2014-2015年）

## 受賞歴
- 2010年 - 2009/10 チャレンジリーグ サーブレシーブ賞

- 2011年 - 2010/11 チャレンジリーグ サーブレシーブ賞